# Inledningsanförande

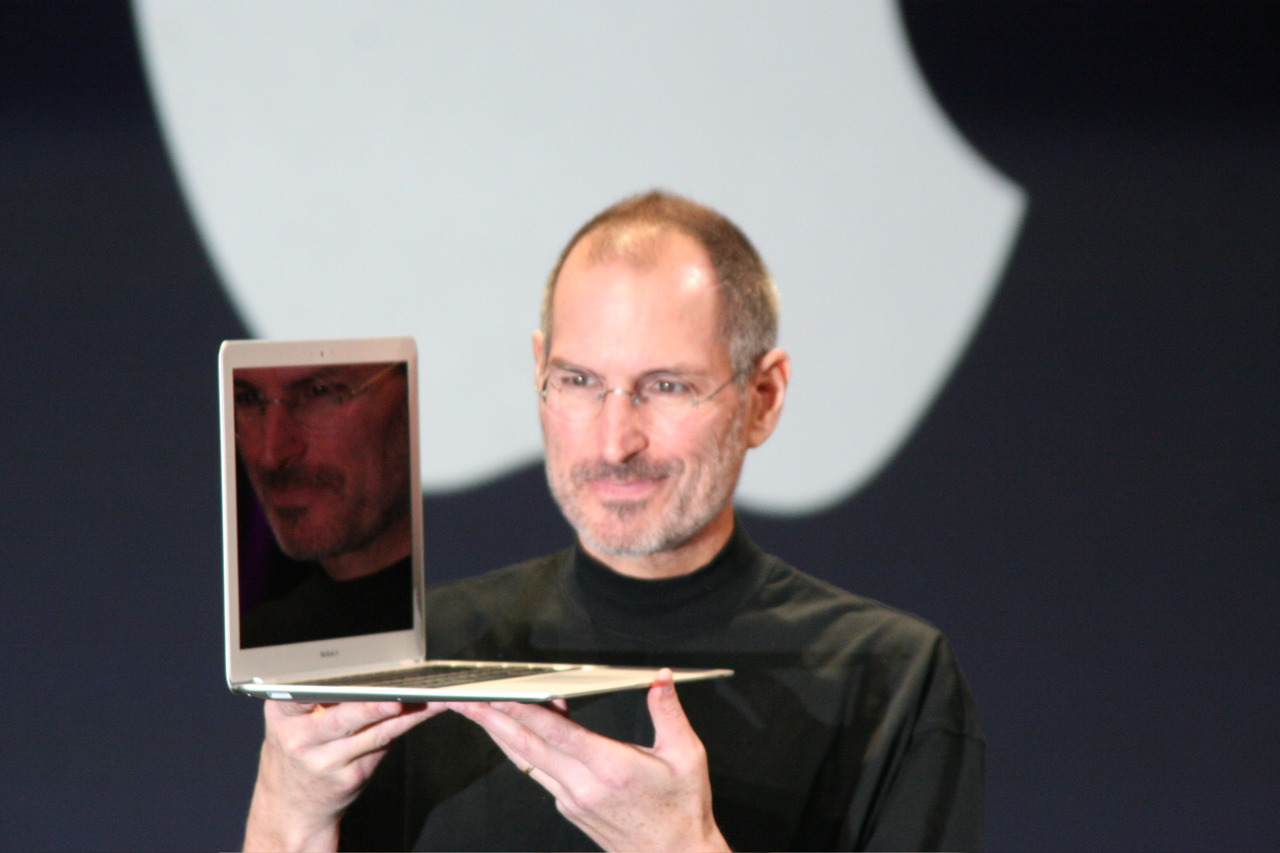
Steve Jobs håller ett inledningsanförande vid Macworld Expo 2008

Ett inledningsanförande är ett inledningstal eller -presentation, vanligtvis på konferenser eller mässor. Talet framförs ofta av en framstående person inom området konferensen berör och brukar användas till att ange temat eller framföra det underliggande budskapet. På tekniska mässor är det vanligt med produktlanseringar och uppvisningar av ny teknik.